# Нойштадт-ам-Кульм
Нойштадт-ам-Кульм (нім. Neustadt am Kulm) — місто в Німеччині, розташоване в землі Баварія. Підпорядковується адміністративному округу Верхній Пфальц. Входить до складу району Нойштадт-ан-дер-Вальднааб. Складова частина об'єднання громад Ешенбах-ін-дер-Оберпфальц.
Площа — 20,30 км2. Населення становить 1129 ос. (станом на 31 грудня 2020).

## Галерея

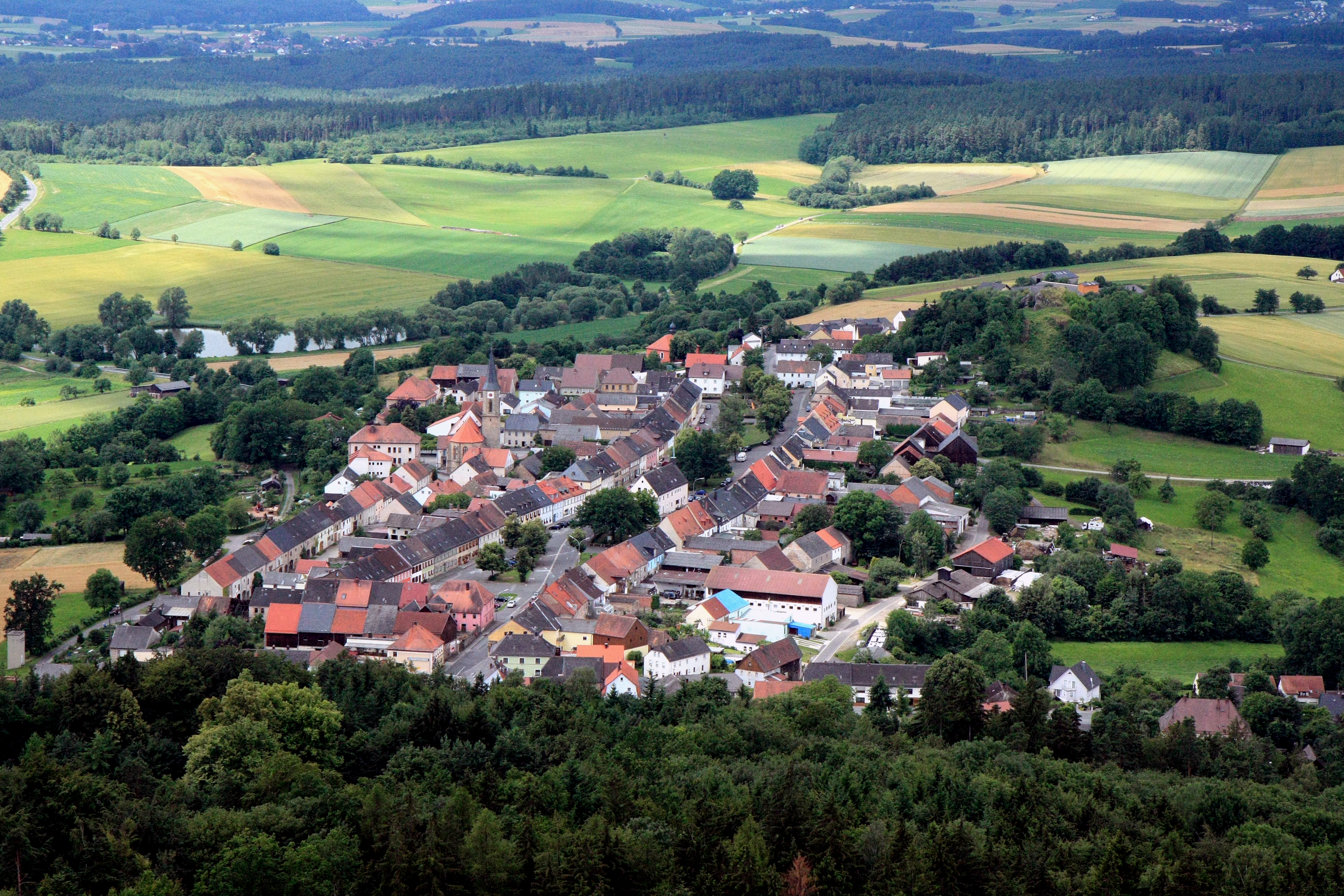
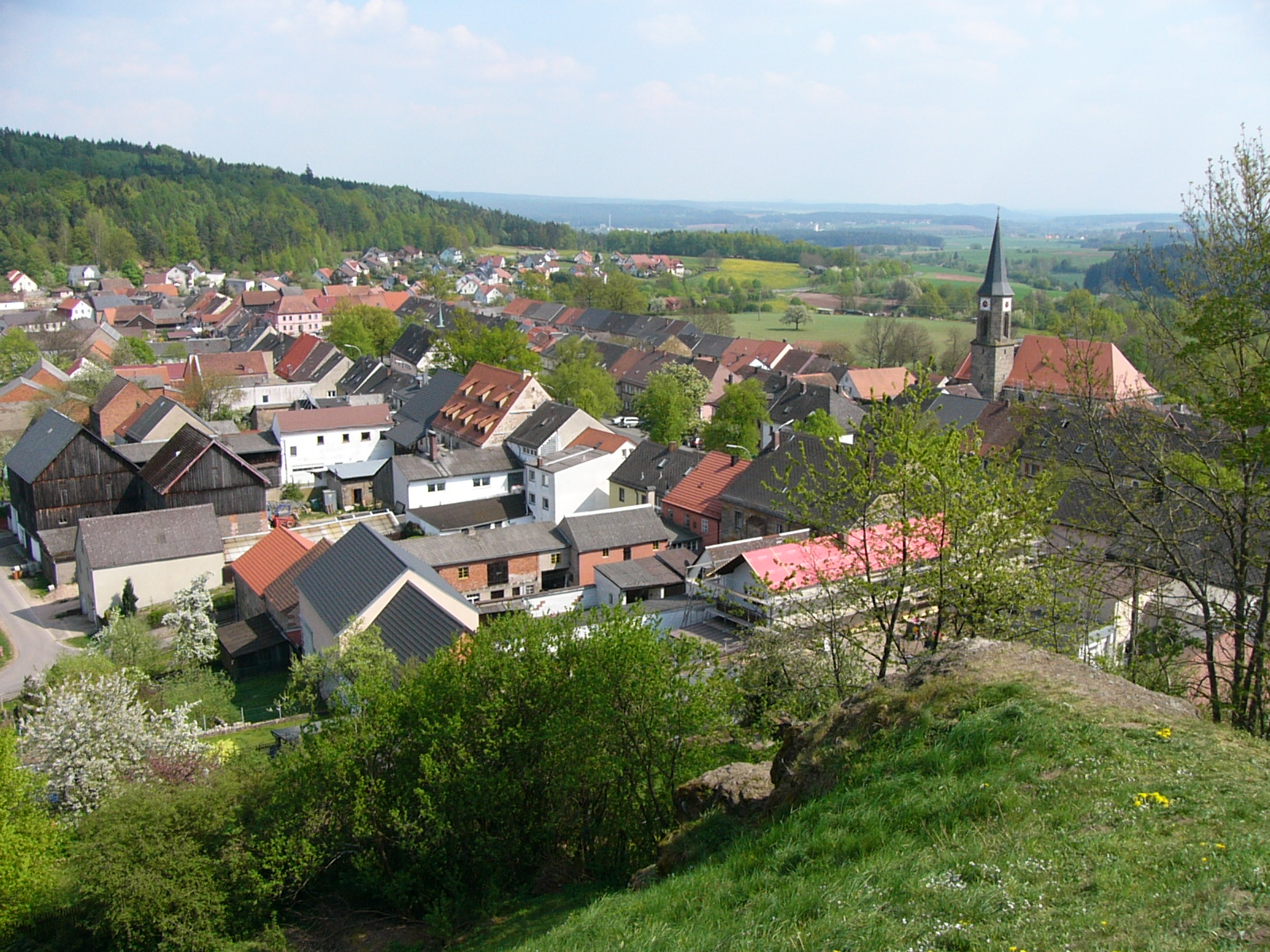
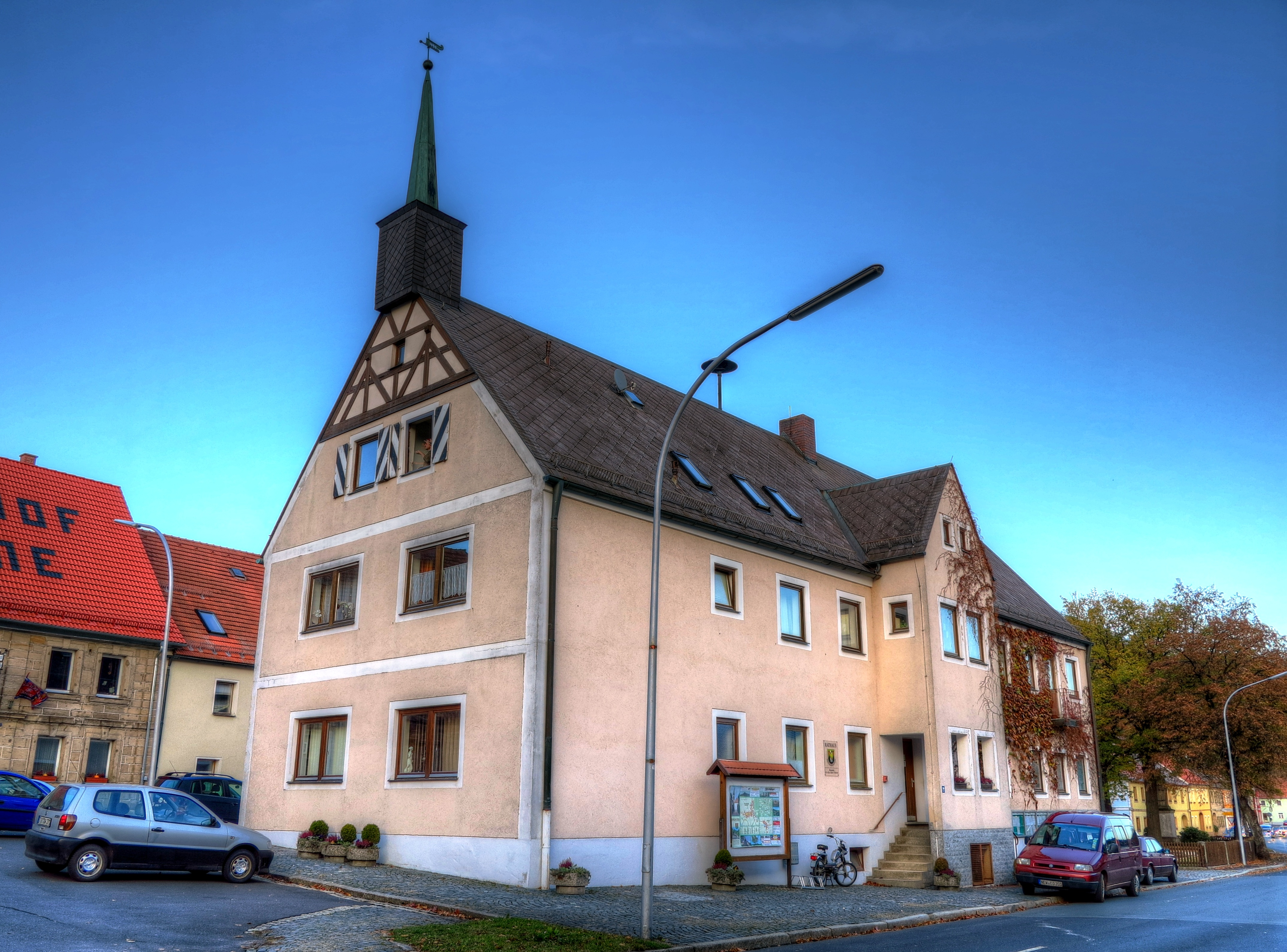
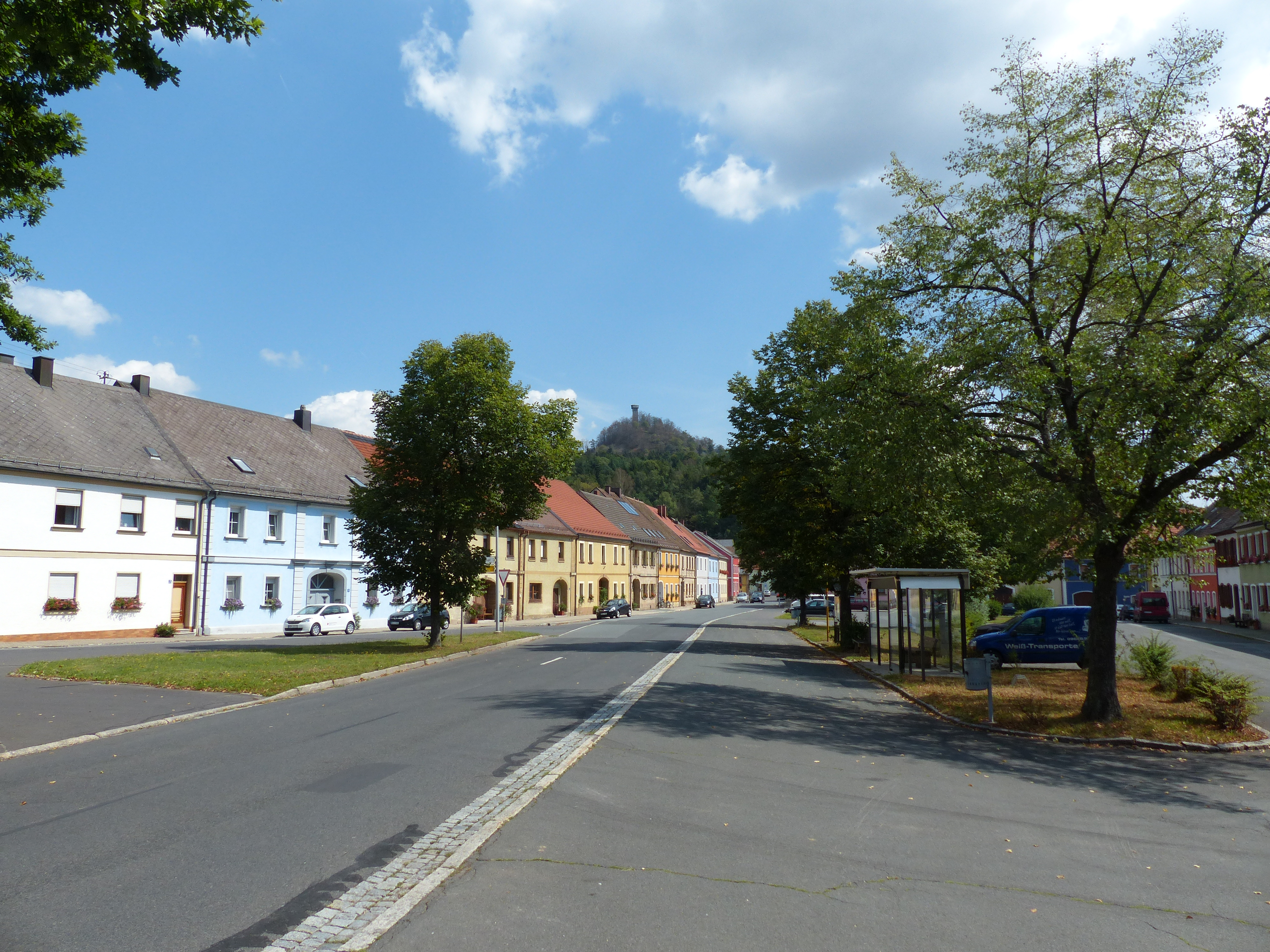
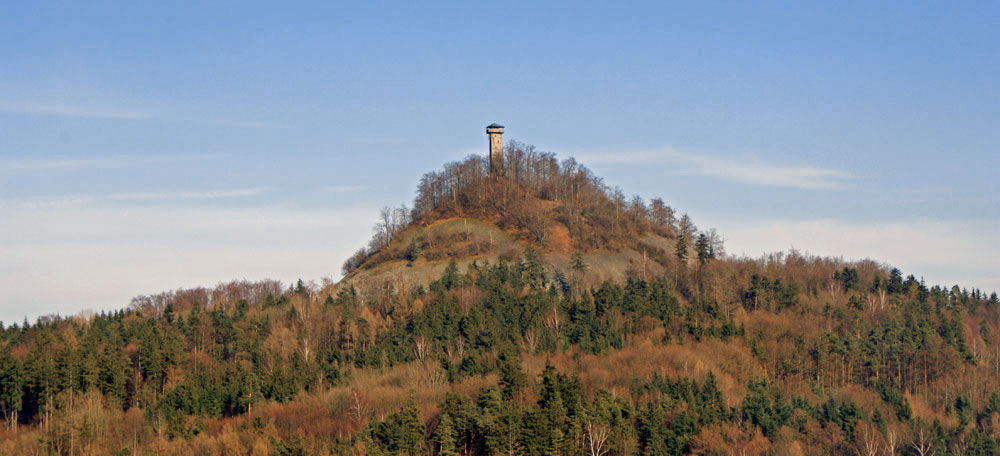
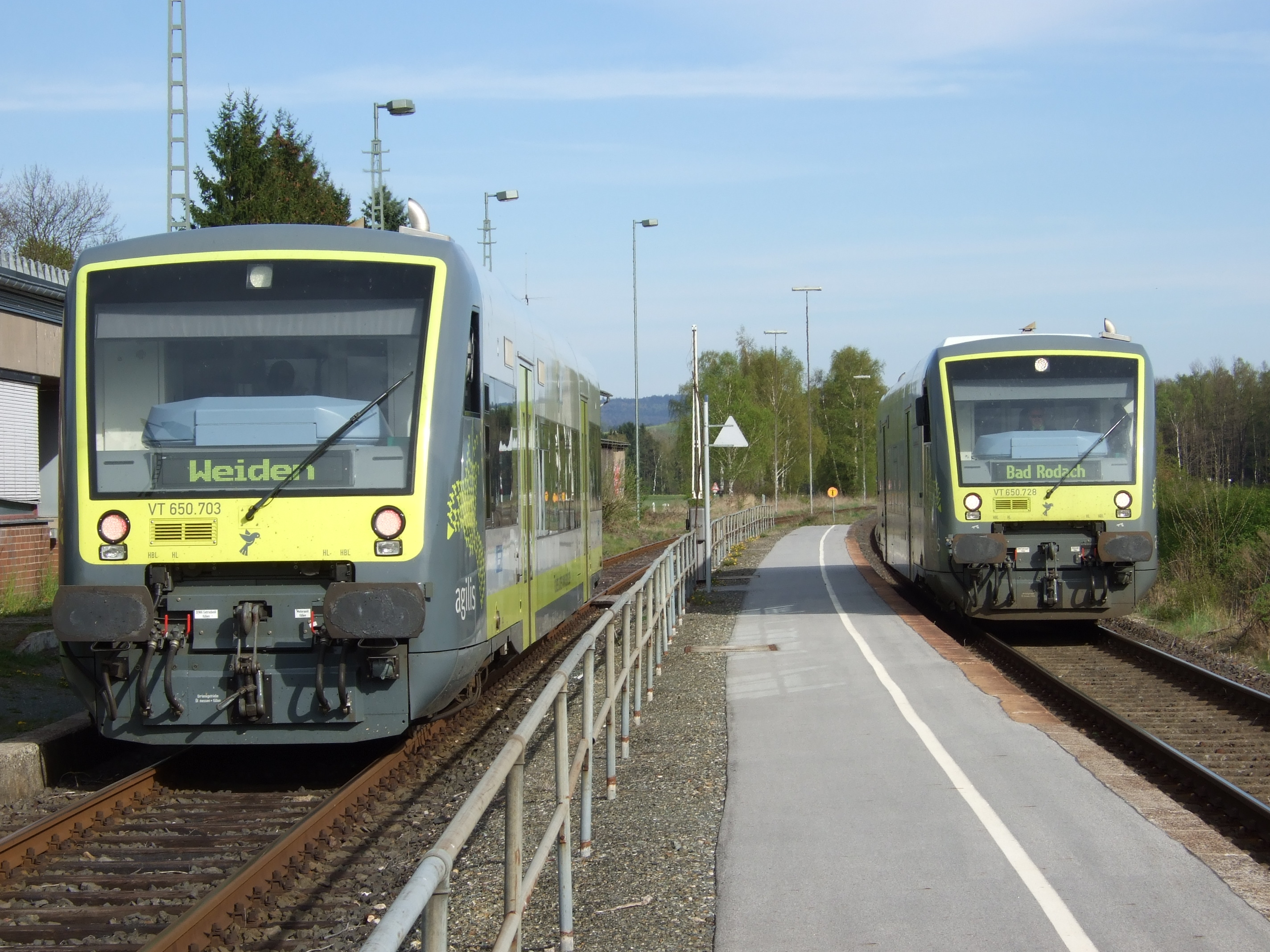